# Kizuna Encounter
A Kizuna Encounter (風雲スーパータッグバトル; Hepburn: Fūun Super Tag Battle) egy 1996-os verekedős játék, amelyet az SNK fejlesztett és jelentett meg a Neo Geo játéktermi rendszerre (MVS) és otthoni konzolra (AES). A Kizuna Encounter az 1995-ös Savage Reign folytatása. Elődjével ellentétben nem portolták át Neo-Geo CD-re, viszont a kizárólag Japánban megjelent PlayStation 2-es Fúun Super Combón szerepel. Az európai Neo-Geo kazetta rendkívül ritka: kevesebb, mint tizenöt példány létezik, ebből négy igazolt, így a gyűjtők előszeretettel keresik ezeket, körülbelül 12-13 500 dollár körüli áron kelnek az internetes aukciós portálokon, ezzel a videójátékok történelmének egyik legdrágább címének tartják számon. Ezzel szemben a japán AES változathoz, ami a csomagolást eltekintve megegyezik az európai verzióval mindössze 50 dolláros áron hozzá lehet jutni.